# Kataja Basket Club
Il Kataja Basket Club, noto anche come Joensuun Kataja, è una società cestistica avente sede a Joensuu, in Finlandia. Fondata nel 1949, gioca nel campionato finlandese.
Disputa le partite interne nella Motonet Arena.

## Roster 2020-2021
Aggiornato al 10 agosto 2020.
|    | Naz.                                          | Ruolo | Sportivo               | Anno | Alt. | Peso | Note |
| -- | --------------------------------------------- | ----- | ---------------------- | ---- | ---- | ---- | ---- |
| 5  | Finlandia (bandiera)                          | P     | Valtteri Mervola       | 2002 | 182  | 67   |      |
| 7  | Finlandia (bandiera)                          | G     | Tomi Lommi             | 1996 | 194  | 85   |      |
| 12 | Finlandia (bandiera)                          | AC    | Samuli Vanttaja        | 1991 | 210  | 105  |      |
| 17 | Finlandia (bandiera)                          | G     | Niko Mattila           | 1994 | 192  | 90   |      |
| 28 | Finlandia (bandiera)                          | AP    | Aapeli Alanen          | 1996 | 201  | 86   |      |
| 31 | Stati Uniti (bandiera) · Finlandia (bandiera) | P     | Jamar Wilson           | 1984 | 185  | 84   |      |
| 34 | Finlandia (bandiera)                          | G     | Valtteri Pihlajamäki   | 1997 | 185  | 75   |      |
|    | Stati Uniti (bandiera)                        | G     | Demetrius Denzel-Dyson | 1995 | 196  | 91   |      |
|    | Stati Uniti (bandiera)                        | AG    | Phil Fayne             | 1997 | 206  | 100  |      |

### Staff tecnico
| Allenatore: | Petri Virtanen |
| Assistente: | Petri Velling  |

## Palmarès
- Campionato finlandese: 2

2014-2015, 2016-2017
- Coppa di Finlandia: 4

2002, 2011, 2012, 2023